# Zschagast
Zschagast war ein Dorf südlich von Groitzsch, das 1981 dem Braunkohlebergbau durch den Tagebau Groitzscher Dreieck zum Opfer gefallen ist. Seine Flur gehört heute zum Ortsteil Michelwitz der Stadt Groitzsch im Landkreis Leipzig (Freistaat Sachsen).

## Lage
Zschagast lag in der Leipziger Tieflandsbucht unweit der sächsisch-thüringischen Landesgrenze zwischen Groitzsch im Norden und der thüringischen Stadt Lucka im Südosten. Die devastierte Ortslage befindet sich heute am südwestlichen Ufer des Groitzscher Sees östlich des Groitzscher Ortsteils Michelwitz und nördlich des ebenfalls zu Groitzsch gehörigen Dorfs Maltitz.

## Geschichte
Zschagast wurde im Jahr 1140 als „Csagost“ erwähnt. Der Ort gehörte bis 1856 zum
kursächsischen bzw. königlich-sächsischen Amt Pegau. In Zschagast existierte ein Herrenhaus.
Im Jahr 1856 kam der Ort zum Gerichtsamt Pegau und 1875 zur Amtshauptmannschaft Borna.
Am 1. Oktober 1948 wurde Zschagast in den westlichen Nachbarort Michelwitz eingemeindet. Zu diesem Zeitpunkt hatte Zschagast noch 129 Einwohner (Stand: 1946). Im Jahr 1952 wurde die Gemeinde Michelwitz mit seinen drei Ortsteilen dem Kreis Borna im Bezirk Leipzig zugeordnet. Am 1. Juli 1973 erfolgte wiederum die Eingemeindung von Michelwitz nach Auligk, wodurch auch Zschagast ein Ortsteil von Auligk wurde.
1974/75 erfolgte der Aufschluss des Tagebaus Groitzscher Dreieck nordöstlich von Zschagast. Dem sich von Osten nähernden Tagebau musste Zschagast mit seinen 35 verbliebenen Einwohnern im Jahr 1981 weichen. Im Groitzscher Ortsteil Großpriesligk erinnert heute die „Zschagaster Straße“ an den abgebaggerten Ort. Nach der Stilllegung des Tagebaus Groitzscher Dreieck entstand im Restloch der Groitzscher See, an dessen Südwestufer sich heute die ehemalige Ortslage Zschagast befindet.
Durch die am 1. Januar 1996 erfolgte Eingemeindung von Auligk nach Groitzsch gehört die Flur von Zschagast heute zur Stadt Groitzsch im sächsischen Landkreis Leipzig.